# Solens rige (film)
Solens rige (med originaltitlen Empire of the Sun) er en amerikansk film af Steven Spielberg fra 1987. Filmen er en filmatisering af J.G. Ballards selvbiografiske roman Solens rige. Den fik seks Oscarnomineringer.
Musikken til filmen blev komponeret af John Williams.

## Handling
I 1941 bor den unge englænder Jamie Graham i Shanghai. Da byen bliver besat af japanske tropper bliver han adskilt fra sine forældre og vokser op i en japansk interneringslejr.

## Medvirkende
- Christian Bale – James "Jamie" Graham
- John Malkovich – Basie
- Miranda Richardson – Mrs. Victor
- Nigel Havers – Dr. Rawlins

## Eksterne Henvisninger
- Solens rige på Internet Movie Database (engelsk)
- Solens rige på Filmdatabasen
- Solens rige på Scope
- Solens rige i Svensk Filmdatabas (svensk)
- Solens rige på AlloCiné (fransk)
- Solens rige på MovieMeter (nederlandsk)
- Solens rige på AllMovie (engelsk)
- Solens rige hos American Film Institute (engelsk)
- Solens rige hos British Film Institute (engelsk)
- Solens riges profil hos Encyclopædia Britannica Online (engelsk)